# James Lankford

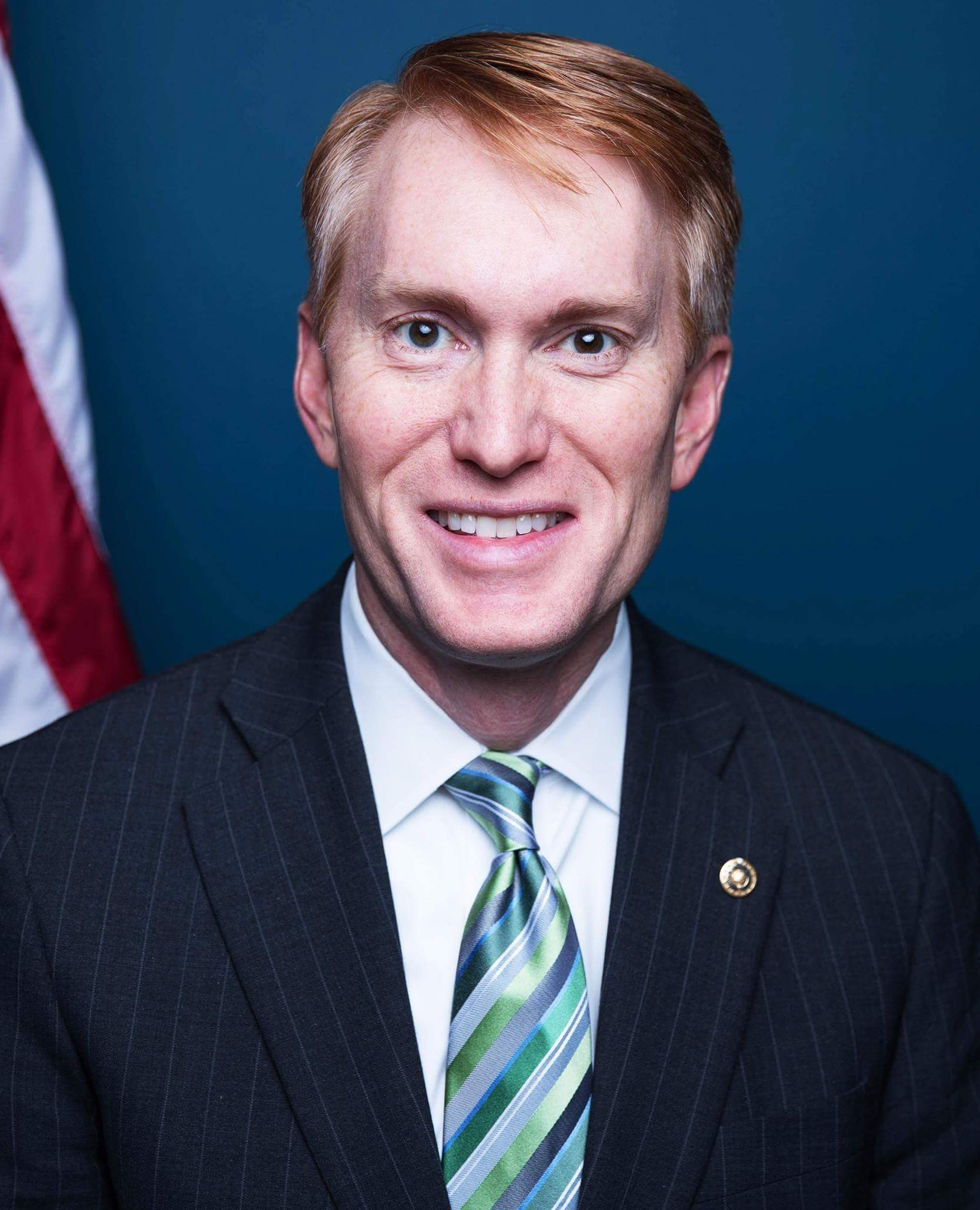
James Lankford (2017)

James Paul Lankford (* 4. März 1968 in Dallas, Texas) ist ein US-amerikanischer Politiker. Seit 2015 vertritt er den Bundesstaat Oklahoma im US-Senat; zuvor hatte er seit 2011 dem Repräsentantenhaus der Vereinigten Staaten angehört.

## Werdegang
James Lankford studierte bis 1990 an der University of Texas in Austin. Im Jahr 1994 absolvierte er das Southwestern Theological Baptist Seminary in Fort Worth. In der Folge arbeitete er für die Baptistenkirche. Zwischen 1996 und 2009 war er Direktor des kirchlichen Jugendlagers im Falls Creek Baptist Conference Center in Oklahoma. Politisch wurde er Mitglied der Republikanischen Partei.
Bei den Kongresswahlen des Jahres 2010 wurde Lankford im fünften Wahlbezirk von Oklahoma in das US-Repräsentantenhaus in Washington, D.C. gewählt, wo er am 3. Januar 2011 die Nachfolge der zur Gouverneurin gewählten Mary Fallin antrat. Dort war er Mitglied im Haushaltsausschuss, im Ausschuss für Verkehr und Infrastruktur und im Committee on Oversight and Government Reform. Außerdem gehörte er fünf Unterausschüssen an. Bei den Kongresswahlen 2012 setzte Lankford sich mit 59:37 Prozent der Stimmen gegen den Demokraten Tom Guild durch.
Im November 2014 trat Lankford bei einer Sonderwahl zum Senat der Vereinigten Staaten an. Diese war durch den angekündigten Antritt des republikanischen Senators Tom Coburn notwendig geworden. In der Primary seiner Partei errang Lankford mit 56 Prozent der Stimmen die absolute Mehrheit. Im republikanisch geprägten Oklahoma galt er als klarer Favorit auf den Senatssitz. Letztlich konnte er auch ungefährdet gegen die demokratische Staatssenatorin Connie Johnson den Sieg davontragen und am 3. Januar 2015 innerhalb des Kongresses in den Senat wechseln.
Er wurde bei der Senatswahl am 8. November 2016 in seinem Amt bestätigt. Er wurde auch 2022 wiedergewählt.
Nach der Präsidentschaftswahl 2020 kündigte er an, falls Trump nicht von sich aus mit Joe Biden kooperieren wolle, werde er dem Team von Biden vertrauliche Informationen zukommen lassen, um den Präsidentschaftsübergang zu gewährleisten.
Lankford und seine Frau Cindy haben zwei Töchter.